# Polly Apfelbaum
Pour les articles homonymes, voir Apfelbaum.
Polly Apfelbaum, née à Abington, en Pennsylvanie, le 4 juillet 1955, est une artiste visuelle contemporaine américaine, principalement connue pour ses dessins colorés, ses sculptures et ses pièces de sol en tissu, qu'elle qualifie de « peintures tombées » ou de « sculptures affaissées ». Elle vit et travaille à New York.
Dans ses œuvres, elle chercher à brouiller les frontières entre l'art de l'installation, la peinture, la sculpture ; entre le minimalisme, l'expressionnisme abstrait et le pop art, s'inscrivant dans différents contextes politiques et l'héritage de l'art américain d'après-guerre.

## Biographie
Polly Apfelbaum naît le 4 juillet 1955 à Abington, dans le comté de Montgomery en Pennsylvanie.
En 1978, elle obtient une lycence en beaux-arts à la Tyler School of Art and Architecture (en) d'Elkins Park (en), en Pennsylvanie. Apfelbaum reçoit également une formation à l'université d'État de New York à Purchase (en),.
Elle vit et travaille à New York depuis son diplôme et expose régulièrement ses œuvres aux États-Unis et à l'étranger depuis sa première exposition personnelle en 1986.
Apfelbaum se fait connaître dans les années 1990, en particulier pour ce que l'artiste appelle ses « Fallen paintings » (peintures tombées). Ces installations à grande échelle consistent en des centaines de morceaux de tissu en velours découpés et teints à la main, disposés sur le sol. Elles existent comme un hybride entre la peinture et la sculpture et occupent un espace ambigu entre les deux genres. Lane Relyea affirme que « le travail d'Apfelbaum est à la fois peinture et sculpture, et peut-être aussi photographie, mode et processus matériel informe ».
En 2003, une importante première rétrospective de l'œuvre d'Apfelbaum est inaugurée à l'Institute of Contemporary Art de Philadelphie. L'exposition voyage jusqu'en 2004 au Centre d'art contemporain Rosenthal de Cincinnati et au Kemper Museum of Contemporary Art (en) de Kansas City. À l'occasion de l'exposition, un catalogue retraçant 15 ans de travail de l'artiste a été publié par l'Institute of Contemporary Art de Philadelphie.
Polly Apfelbaum s'essaie aussi à d'autres médiums, comme la gravure, en produisant notamment des lithographies en couleur au Tamarind Institute ou des gravures sur bois,.
En 2018, Apfelbaum fait partie des artistes choisis par Christian Dior pour proposer un design alternatif à l'un de ses produits phares, le sac à main Lady Dior.

## Prix et reconnaissance
En 1998, Polly Apfelbaum reçoit le prix Anonymous Was A Woman. En 2002, elle reçoit un Academy Award de l'Académie américaine des arts et des lettres. En 2012-2013, elle reçoit le prix de Rome Joseph H. Hazen, un prix qui est décerné à un groupe restreint de personnes qui représentent le plus haut niveau d'excellence dans les arts et les sciences humaines. Elle a également reçu une bourse Joan Mitchell, une bourse Richard Diebenkorn, une bourse Guggenheim, une bourse d'artiste de la New York Foundation for the Arts (en) et une bourse de la Pollock-Krasner Foundation (en).

## Œuvre
Polly Apfelbaum commence sa carrière les années 1980 en réalisant de petites sculptures sur bois,. Tandis qu'elle cherche à combiner la sculpture et les œuvres en deux dimensions, elle est influencée par des artistes tels que Helen Frankenthaler, Morris Louis et Jackson Pollock.
Elle se fait connaître la décennie suivante avec ses « œuvres au sol » (en anglais, on parle de « fallen paintings » — « peintures tombées » — ; Apfelbaum s'y réfèrerait en parlant de « sculptures affaissées »), des installations qui mêlent peinture et sculpture avec de sujets adoptant « des formes à la fois géométriques et organiques, ou totalement indéfinies avec des motifs floraux abstraits »,. Elle utilise plusieurs types de textiles (velours, paillettes, etc.), céramiques, la pâte à modeler et dessins et choisit pour ses compositions des couleurs très vives,,. Ces œuvres sont souvent disposées sur le sol, s'étendant assez largement et s'adaptant au lieu dans lequel elles sont exposées. « Les formes générales d'Apfelbaum sont composées de couches complexes, presque psychédéliques, de tissu teint, comme si une myriade de peintures plus petites s'étaient accumulées ou avaient grandi à partir d'un groupe central de formes et de couleurs. »
L'artiste y transforme les thèmes et les couleurs d'éléments de la culture de masse (télévision, publicité, objets de consommation) en « spectres sauvages et oscillants à la limite de l'organique ». « Le travail d'Apfelbaum appelle le public à réfléchir au plaisir de l'expérience esthétique et à expérimenter le plaisir de l'esthétique. » En utilisant des objets et des matériaux que l'on trouve habituellement dans le domaine domestique, Apfelbaum « Apfelbaum assume une position politique et féministe, défiant les hiérarchies dans la pratique culturelle ».
Elle brouille ainsi les frontières entre l'art de l'installation, la peinture, la sculpture ; entre le minimalisme, l'expressionnisme abstrait et le pop art, s'inscrivant dans différents contextes politiques et l'héritage de l'art américain d'après-guerre,,,.

### Expositions notables

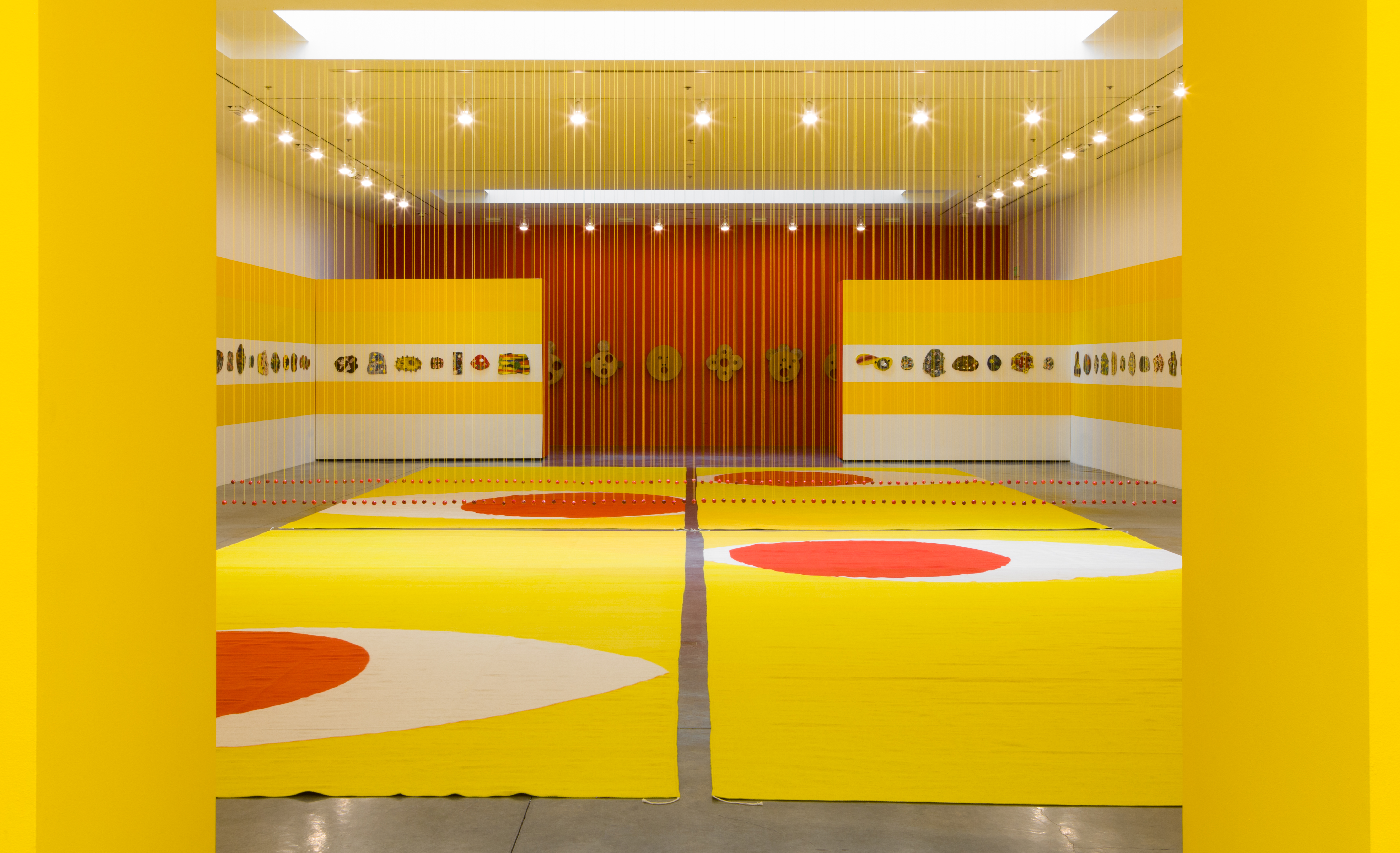
Face (Geometry) Naked (Eyes), installation à l'Otis College of Art and Design (2016).

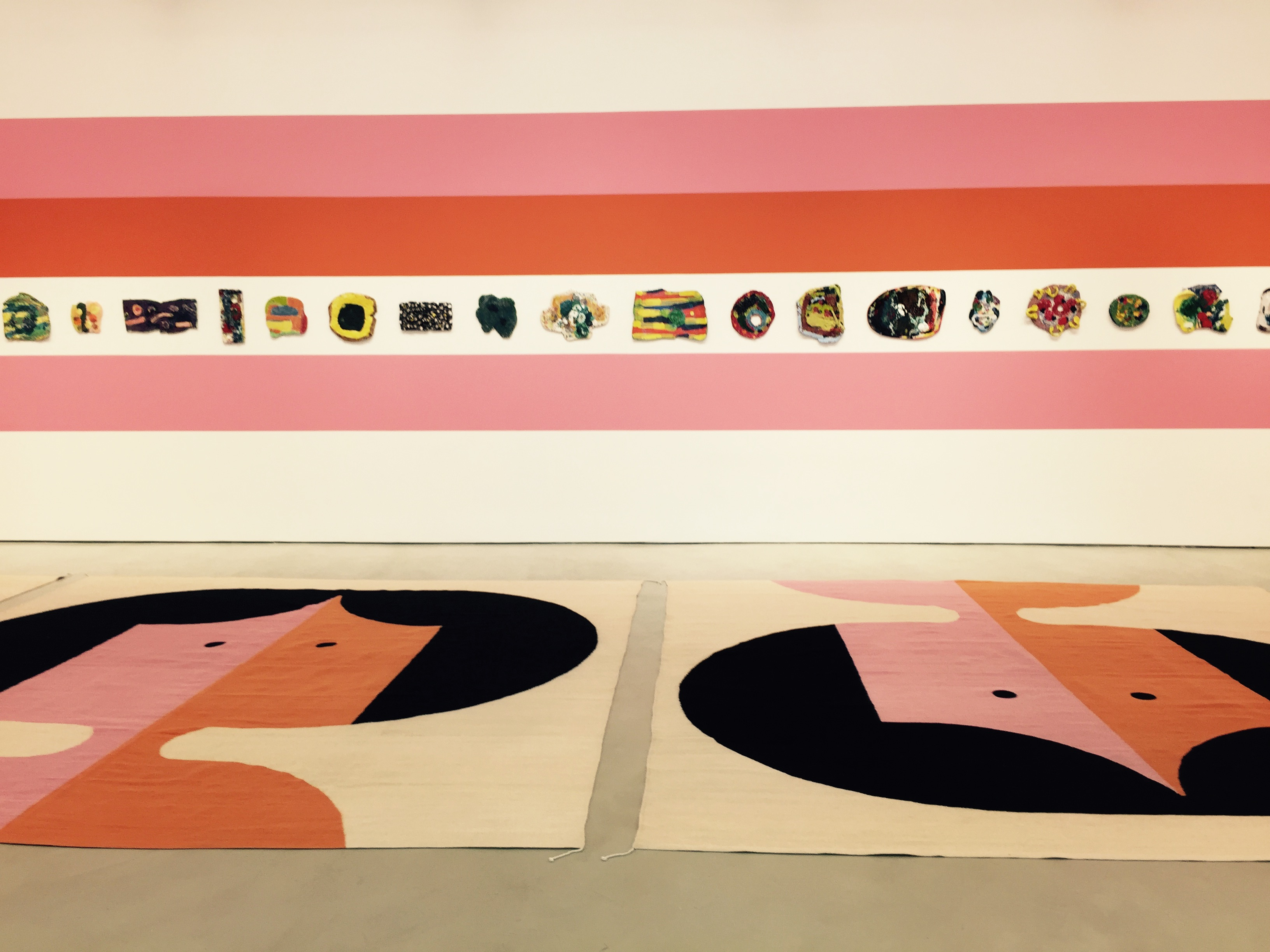
The Potential of Women, installation à l'Alexander Gray Associates (2017).

Polly Apfelbaum a beaucoup exposé depuis les années 1980, notamment dans le cadre d'expositions personnelles à : Burlington City Arts Center (2014) ; Lumber room (Portland, 2014) ; Worcester Art Museum (Worcester, 2014) ; Clifton Benevento (2014) ; Bepart, Waregem (Belgique, 2015) ; 56 Henry (2016) ; Otis College of Art and Design (Los Angeles, 2016) ; la chapelle Saint-Jean (Le Sourn), dans le cadre de la 26e édition de L'art dans les chapelles (2017) ; Alexander Gray Associates (2017).
Elle participe aussi à des expositions à deux personnes, notamment : « Studiowork » avec Nicole Cherubini (en) (2010) ; « Karma Funk Factory » avec Steven Westfall (2014) ; « The Sound of Ceramics » avec Wang Lu (2016) ; « Erasing Tracing Racing Paint » avec Dona Nelson (en) (2016).
Son œuvre a été présentée dans de nombreuses expositions collectives d'institutions muséales, notamment : « Sense and Sensibility: Women and Minimalism in the 90s » (1994), « Comic Abstraction » (2007) et « Lines, Grids, Stains and Words » (2007) au Museum of Modern Art (New York) ; « The Night », San Francisco Art Institute (San Francisco) ; « Reckless », Kiasma (Helsinki) ; « Skin and Bones », Bowdoin College (Brunswick) ; « What Does Love Have to Do With It », Massachusetts College of Art and Design (Boston) ; « Crazy Love, Love Crazy », Contemporary Art Museum St. Louis (en) (Saint Louis) ; « Operativo », Musée d’art contemporain Tamayo, Mexico, 2001) ; « Regarding Warhol: Sixty Artists, Fifty Years », Metropolitan Museum of Art, New York, 2012) ; « AMERICANA: Formalizing Craft », Pérez Art Museum Miami, Miami, 2013) ; « Pathmakers: Women in Art, Craft and Design, Midcentury and Today », Museum of Arts and Design, New York, 2015) ; « Pretty Raw: After and Around Helen Frankenthaler », Rose Art Museum, Waltham, 2015) ; « Three Graces », Everson Museum of Art, Syracuse, 2015) ; « An Irruption of the Rainbow » (Musée d'Art du comté de Los Angeles, Los Angeles, 2016) ; « Wall to Wall » (Museum of Contemporary Art Cleveland (en), Cleveland, 2016) ; « The Eye of the Beholder », Dundee Contemporary Arts (en) (Dundee) ; « As Painting: Division and Displacement », Wexner Center for the Arts (Columbus) ; « Flowers Observed, Flowers Transformed », The Andy Warhol Museum (Pittsburgh) ; « Extreme Abstraction », Galerie d'art Albright-Knox (Buffalo).
Polly Apfelbaum a aussi été invitée à des biennales, notamment à la 4e Biennale d'art contemporain de Lyon en 1997 et à la 11e Biennale de Sydney l'année suivante.

### Conservation
- États-Unis
  - Bowdoin College Museum of Art (en), Brunswick (sérigraphies)[36]
  - Brooklyn Museum, New York (installations)[37]
  - Carnegie Museum of Art, Pittsburgh (sérigraphies et une installation)[38]
  - Cleveland Museum of Art, Cleveland (estampes)[39]
  - Musée d'Art de Dallas, Dallas (installations)[40]
  - Des Moines Art Center, Des Moines (installation)[41]
  - Henry Art Gallery, Seattle (peintures, installations, sculptures)[15]
  - Iris & B. Gerald Cantor Center for Visual Arts, Stanford (estampes)[42]
  - Museum of Modern Art, New York (installations)[43]
  - National Museum of Women in the Arts, Washington DC (lithographie)[1]
  - New Mexico Museum of Art, Santa Fe (lithographie)[44]
  - Pennsylvania Academy of the Fine Arts, Philadelphie (lithographies)[45]
  - Musée d'Art de l'université de Princeton, Princeton (installation)[46]
  - Rhode Island School of Design Museum, Providence (gravures sur bois)[47]
  - Speed Art Museum, Louisville (installation)[48]
  - Whitney Museum of American Art, New York (sérigraphie et installation)[49]
  - Worcester Art Museum, Worcester (installation)[50]
- Autriche
  - Galerie nächst St. Stephan, Vienne (installation)[17]

- France
  - Fonds régional d'art contemporain Grand-Large-Hauts-de-France, Dunkerque (installation)[14]

- Israël
  - Musée d'Israël, Jérusalem (installation)[51]

- Suède
  - Magasin III (en), Stockholm (installation)[2]